# Дауд, Махмуд
Махму́д Дау́д (нем. Mahmoud Dahoud; род. 1 января 1996, Амуда, Эль-Хасака) — немецкий и сирийский футболист, полузащитник клуба «Айнтрахт» (Франкфурт). Выступал за сборную Германии.

## Биография
Дауд родился в сирийском Курдистане, в городке Амуда на северо-востоке Сирии, на самой границе с Турцией и Ираком. Когда Махмуду было 10 месяцев, его родители бежали от местных вооружённых конфликтов в Германию через сирийско-турецкую границу. Семья Дауда осела в Лангенфельде — западном пригороде Дюссельдорфа. Махмуд начал играть в футбол в детской секции районного клуба SC Germania Reusrath. Позже он стал выступать в юношеском составе «Фортуны» Дюссельдорф, а в 2010 году был принят в молодёжную академию клуба «Боруссия» Мёнхенгладбах.

## Клубная карьера
28 августа 2014 года 18-летний Дауд дебютировал в основном составе «Боруссии» в ответном матче раунда плей-офф Лиги Европы против боснийского «Сараево», который закончился победой «Боруссии» со счетом 7:0. Но остальной сезон 2014/15 ему пришлось провести в фарм-клубе «Боруссии».
Через год его вернули в основной состав и 23 сентября 2015 года Дауд забил свой первый гол в Бундеслиге в ворота «Аугсбурга».
И хотя молодой курд не забивал много голов, он вёл весьма созидательную игру в середине поля. Сухая статистика показала, что, например, в играх бундеслиги он показал 88 % точности передач, а в Лиге чемпионов, хотя «Боруссия» проиграла оба матча «Манчестер Сити», Дауд сделал больше перехватов, чем его оппоненты Яя Туре и Фернандиньо, вместе взятые. Поэтому цена игрока резко подскочила с €600 000 до €2,5 млн осенью, а летом 2016 года достигла €15 млн., потому, что на Дауда обратили внимание большие клубы: «Челси», «Ливерпуль», «ПСЖ» и «Ювентус».
30 марта 2017 года официально стало известно, что игрок пожелал по окончании сезона перейти в дортмундскую «Боруссию». Контракт подписан на 5 лет, сумма трансфера, по некоторым источником, составила 10-12 миллионов евро.
12 июля 2017 года дортмундская «Боруссия» объявила о переходе игрока. Дауд подписал контракт с дортмундцами до лета 2022 года. В новой команде немецкий футболист будет играть под 19-м номером. По данным Transfermarkt, сумма сделки составила € 12 млн. 6 августа 2017 года он дебютировал за клуб в Суперкубке Германии против «Баварии», «Боруссия» уступила в серии пенальти. 26 августа 2018 года Дауд забил свой первый гол в Бундеслиге за дортмундскую «Боруссию» в ворота «РБ Лейпциг».

## Карьера в сборной
Дауд вызывался в молодёжные сборные до 18 лет и до 19 лет. В 2015 году выступал за сборную Германии по футболу (U20). 24 марта 2016 года дебютировал в составе молодёжной сборной Германии.
Летом 2019 года Махмуд был приглашён в сборную для участия в Чемпионате Европы среди молодёжных команд, который состоялся в Италии. Во втором матче в группе против Сербии он отличился голом на 69-й минуте и его команда победила 6:1.
7 октября 2020 года Дауд дебютировал за основную сборную Германии в товарищеском матче против Турции.

## Личная жизнь
Младший брат Саид также является футболистом и выступает в низших лигах Германии.

## Достижения
«Боруссия» Дортмунд
- Обладатель Кубка Германии: 2020/21
- Обладатель Суперкубка Германии: 2019